# Zjum Opoljski
Zym en albanais et Zjum Opoljski en serbe latin (en serbe cyrillique : Зјум Опољски) est une localité du Kosovo située dans la commune/municipalité de Dragash/Dragaš et dans le district de Prizren/Prizren. Selon le recensement de 2011, elle compte 585 habitants.
Selon le découpage administratif de la Serbie, la localité fait partie de la municipalité de Prizren. Le village est également connu sous le nom albanais de Zym i Opojës et sous le nom serbe de Zjum.

## Démographie

### Évolution historique de la population dans la localité
| 1948 | 1953 | 1961 | 1971 | 1981 | 1991 | 2011 |
| ---- | ---- | ---- | ---- | ---- | ---- | ---- |
| 197  | 167  | 215  | 315  | 457  | 573  | 585  |

|  |

### Répartition de la population par nationalités (2011)
En 2011, les Albanais représentaient 99,65 % de la population.